# 西武不動産流通
西武不動産流通株式会社（せいぶふどうさんりゅうつう）は、リテール営業拠点10箇所を統括する不動産会社。西武グループに属する企業のひとつであった。2009年3月に解散した。

## 概要
1998年に設立された西武不動産販売（現:西武不動産）は2005年に西武鉄道の全額出資を受けて、鉄道駅周囲にある営業拠点10箇所を移管させ統括する西武不動産流通として設立した。
2009年、収支改善が見込めないとして3月末で解散した。